# Jozef Moravčík
Jozef Moravčík (ur. 19 marca 1945 w Očovej) – słowacki prawnik i polityk, minister, w 1994 premier Słowacji, burmistrz Bratysławy.

## Życiorys
Studiował prawo na Uniwersytecie Karola, następnie na Uniwersytecie Komeńskiego w Bratysławie, został następnie pracownikiem naukowym tej uczelni, od 1985 na stanowisku docenta. Specjalizował się w prawie gospodarczym, w latach 1985–1990 kierował katedrą prawa gospodarczego, a w latach 1990–1991 był dziekanem wydziału prawa na Uniwersytecie Komeńskiego.
W 1991 uzyskał mandat posła do słowackiego parlamentu, wchodził też w skład jednej z izb parlamentu federacji. Początkowo działał w Społeczeństwie przeciw Przemocy, wkrótce jednak dołączył do Ruchu na rzecz Demokratycznej Słowacji, który założył Vladimír Mečiar. Od 2 lipca do 31 grudnia 1992 był ministrem spraw zagranicznych Czeskiej i Słowackiej Republiki Federacyjnej, ostatnim w historii federacji. Od 2 lipca do 31 grudnia 1992 pełnił funkcję przewodniczącego OBWE. Później został doradcą premiera, po czym 19 marca 1993 zastąpił Milana Kňažkę na urzędzie ministra spraw zagranicznych Słowacji.
W lutym 1994 został usunięty z HZDS, gdy organizował własną frakcję. Przekształcił ją następnie w Unię Demokratyczną Słowacji, która dała początek Unii Demokratycznej. 14 marca 1994 zakończył urzędowanie na stanowisku ministra, jednocześnie prezydent Michal Kováč powierzył mu misje stworzenia rządu. Funkcję premiera pełnił od 16 marca do 13 grudnia 1994, uzyskując w tym samym roku mandat posła do Rady Narodowej. W latach 1998–2002 był burmistrzem Bratysławy, później wycofał się z aktywnej działalności politycznej.